# Der letzte Zeuge (1919)
Der letzte Zeuge ist ein deutsches Kriminalstummfilmdrama von Adolf Gärtner. In den Hauptrollen spielen Albert Bassermann und seine Ehefrau Else Bassermann, die unter Pseudonym auch das Drehbuch verfasste.

## Handlung
Der Bankkassierer Baggerson unterschlägt einen hohen Geldbetrag und flieht mit der Summe und seiner Komplizin vor den Strafverfolgungsbehörden in die Vereinigten Staaten. Dort gelangt er einerseits zu einigem Wohlstand, bricht andererseits mit seiner Komplizin und Geliebten. Die wiederum will Baggerson dies nicht ungestraft durchgehen lassen und verrät den Ex, als dieser bei einem Versicherungsbetrug sogar vor einem Mord nicht zurückschreckt. Die verlassene Ex-Geliebte sorgt dafür, dass der Betrüger und Mörder vor Gericht gestellt wird, doch Baggerson hat seine Verbrechen minutiös und ohne Mitwisser geplant, sodass man ihm nichts nachweisen kann.
Als daher ein Freispruch droht, hat ein Geschworener eine glänzende Idee: Der Mann beantragt vor Gericht die Einvernahme des Angeklagten unter Hypnose. Man kommt diesem Antrag nach, und tatsächlich gesteht der Edelschurke seine ihm zur Last gelegten Verbrechen. Da Baggerson nun eine schwere Strafe – die Hinrichtung – droht, greift seine ehemalige Geliebte, die ihn lediglich für den Versicherungsbetrug und seine Treulosigkeit ihr gegenüber bestraft sehen wollte, daraufhin zur Waffe und erschießt ihn. Die Frau wollte ihren Ex nicht als gemeinen Verbrecher exekutiert wissen.

## Produktionsnotizen
Der letzte Zeuge entstand 1919 im Greenbaum-Film-Atelier in Berlin-Weißensee und passierte die Filmzensur am 29. März 1921. Die Uraufführung fand im August 1919 in den Berliner Kammerlichtspielen statt. In Österreich lief der Streifen am 18. Februar 1921 an.
Hans Dreier entwarf die Filmbauten.

## Kritik
Die Kinematographische Rundschau urteilte: „Herr Bassermann als Olaf Baggerson steht im Mittelpunkt der Handlung und verblüfft durch sein sicheres Spiel, seinen kalten Zynismus, die übrigen Darsteller geben ebenfalls ihr Bestes. Das Bild ist in jeder Hinsicht auf der Höhe, nur fragt es sich, ob sich die Zensur mit dessen Inhalt … befreunden wird.“
Paimann’s Filmlisten resümierte: „Stoff hochdramatisch. Spiel und Photos ausgezeichnet. Szenerie sehr gut. (Ein Schlager.)“